# Helicopsyche dampfi
Helicopsyche dampfi är en nattsländeart som beskrevs av Ross 1956. Helicopsyche dampfi ingår i släktet Helicopsyche och familjen Helicopsychidae. Inga underarter finns listade i Catalogue of Life.